# Abaka Chán
Abaka (také Abaka Chána, Abaga nebo Abaqa, * únor 1234 v Mongolsku – 1. dubna 1282 v Hamadánu) byl druhý ílchán mongolského ílchanátu. Byl nejstarším synem prvního ílchána Hülegü a vládcem se stal po jeho smrti v roce 1265. Vládl až do roku 1282, jeho následníkem byl jeho mladší bratr Tekuder.
Abakův otec Hülegü před svou smrtí domluvil s byzantským císařem Michaelem VIII. Palaiologem sňatek s nějakou z dcer byzantské císařské rodiny. Michael mu poslal svoji dceru Marii Palaiologinu, která ovšem dorazila až v době, kdy už byl Hülegü mrtvý, a tak byla vdána za nového ílchána Abaku.

## Boje s Mongoly
Během své vlády bojoval Abaka s Mongoly ze Zlaté hordy, kteří se spojili s Mamlúky. Jeho bratr Jašmut porazil vojsko Zlaté hordy pod vedením Nogaje, ale delší mír na této hranici přinesla až nenadálá smrt chána Zlaté hordy Bergaje v roce 1267. Jeho nástupce Mengu Timur sice pokračoval ve spojenectví s Mamlúky, ale do velkých útoků proti ílchanátu se sám nepouštěl, v čemž mu bránil i chán Kublaj.
Abaka se pak musel bránit proti útoku Boraka z Čagatajského chanátu, kterému se ubránil v roce 1270 u Herátu.

## Boje s Mamlúky
Naopak v bojích na jihozápadě ílchanátu byl Abaka spíš neúspěšný. Snažil se o spojenectví s křesťanským západem, zejména byzantskou říší a s křižáckými státy, ovšem bez většího vojenského efektu.
Například Antiochijské knížectví, které se v personální uni s Tripolským hrabstvím těšilo ze spojenectví z Mongoly ještě z doby, kdy vládl Hülegü, nedokázal ochránit a sultán Bajbars je dobyl v roce 1268. Antiochijský kníže Bohemund VI., kterému zbylo ještě Tripolské hrabství, pak raději uzavřel v roce 1271 s Bajbarsem desetileté příměří, takže jeho vojska se později nemohla podílet na výpravách ílchanátu pro Mamlúkům.
Eduard I. z Anglie pak v letech 1271–1272 zorganizoval devátou křížovou výpravou a požádal Abaku o pomoc. Ten sice vyhověl a poslal deset tisíc jezdců, ale nepodařilo se zkoordinovat žádnou společnou akci. Mongolové tedy sice zahnali Mamlúky na jih, ale pak se zase stáhli a při jejich protiofenzívě proti křesťanským državám už se do bojů nezapojili.
V roce 1277 prohrála 15. dubna vojska ílchanátu s Bajbarsem v bitvě u Albustánu.
Nový pokus o dobytí Sýrie podnikl Abaka v letech 1280–1281, tedy po smrti Bajbarse (zemřel 1277). V září 1280 dobyli Mongolové Bagras a
Trapessac a 20. října Aleppo. Abaka poslal posly žádající vojenskou pomoc od Akry, ale křižáci byli vázaní desetiletým příměřím. Hugo III. Kyperský a Bohemund VII. sice mobilizovali svoje armády, ale byli od Abaky odříznuti Mamlúky.
Abaka a Levon III., král Kilikijské Arménie, se snažili vzburcovat novou křížovou výpravu, ale s tím souhlasili jen Eduard I., který na ni ovšem sám neměl peníze, a johanité. Johanité z Marqabu podnikli řadu výjezdů do Bikáy, kde svedli několik úspěšných bojů se sultánovými vojáky. V říjnu 1280 se dostali až ke Krak des Chevaliers a únoru 1281 porazili vojsko Kraku v bitvě.
Mongolové se pak stáhli s tím, že se vrátí na zimu 1281 a přivedou 50 tisíc jezdců a 50 tisíc pěších. Bohemund VII. i vládci Akry ovšem dohodli mezitím se sultánem Qaláwúnem nová desetiletá příměří a k Mongolům se proto v září 1281 přidalo jen třicet tisíc vojáků Kilikijské Arménie pod vedením Levona III., Gruzínců a Řeků, a zhruba 200 johanitů. Utkali se s muslimským vojskem 30. října 1281 v druhé bitvě u Homsu, v které prohráli.
Následující rok 1. dubna Abaka zemřel, zřejmě na přílišné pití alkoholu (ovšem později byl obviněn jeho ministr financí, že jej otrávil).